# 이영광
이영광(1965년 ~ )은 대한민국의 시인이다. 1965년 경상북도 의성에서 태어나 고려대학교 영어영문학과를 졸업하고 동 대학원 국어국문학과에서 석사학위와 박사학위를 받았다. 2008년 제8회 「노작문학상」, 2011년 제11회 「지훈상」(문학 부문), 제11회 「미당문학상」을 수상했다. 현재 고려대학교 문예창작학과 교수(2015~)로 재직 중이다.

## 학력
- 고려대학교 영어영문학과
- 고려대학교 국어국문학과 석사
- 고려대학교 국어국문학과 박사

## 약력
1998년 《문예중앙》 신인문학상에 시가 당선되어 등단했다. 2008년 제8회 「노작문학상」, 2011년 제11회 「지훈상」(문학 부문), 제11회 「미당문학상」을 수상했다.

## 수상
- 2008년 제8회 「노작문학상」
- 2011년 제11회 「지훈상」(문학 부문)
- 2011년 제11회 「미당문학상」

## 저서

### 시집
- 《직선 위에서 떨다》(창작과비평사, 2003)
- 《그늘과 사귀다》(랜덤하우스코리아, 2007) : 재판(문예중앙, 2011)
- 《아픈 천국》(창비, 2010)
- 《나무는 간다》(창비, 2013)
- 《끝없는 사람》(문학과지성사, 2018)

### 연구서
- 《시름과 경이》(천년의시작, 2012)

### 편저
- 《홀림 떨림 울림》(나남출판, 2013)